# Конвой Хальмахера – Манокварі (07.01.44 – 14.01.44)
Конвой Хальмахера — Манокварі (07.01.44 — 12.01.44) — японський конвой часів Другої світової війни, проведення якого відбувалось у січні 1944-го.
Вихідним пунктом конвою була затока Кау на острові Хальмахера (північна частина Молуккського архіпелагу), який відігравав важливу роль у постачанні японських сил на заході Нової Гвінеї. Пунктом призначення став Манокварі (північно-східний кут півострова Чендравасіх), де ще в квітні 1942-го японці створили свою базу.
До складу конвою увійшли щонайменше два транспорти «Мікаса-Мару» і «Такома-Мару» (мав на борту одну з рот 53-го польового батальйону зенітної артилерії). Охорону забезпечував допоміжний тральщик Wa-105.
Конвой вийшов з порту 7 січня 1944-го та 9 січня досягнув Манокварі, після чого «Такома-Мару» рушив далі на схід до Сармі.
«Мікаса-Мару» розвантажився у Манокварі та 12 січня вийшов назад до затоки Кау. Відомо, що Wa-105 завершив ескортування конвою та повернувся до Кау 14 січня.